# کوه گود
کوه گود (به انگلیسی: Mount Goode) یک کوه در ایالات متحده آمریکا است که در آلاسکا واقع شده‌است. کوه گود ۳٬۲۳۳٫۹۷ متر بالاتر از سطح دریا واقع شده‌است.